# Hiromasa Yonekura
Hiromasa Yonekura (米倉弘昌) est le PDG de Sumitomo Chemical et le président  du syndicat patronal des entreprises du Japon (Fédération des organisations économiques japonaises).